# Referéndum sobre la Constitución de Guinea Ecuatorial en 1968
El Referéndum sobre la Constitución de Guinea Ecuatorial se llevó a cabo el 11 de agosto de 1968, bajo la supervisión de un equipo de observadores internacionales de las Naciones Unidas y la Organización para la Unidad Africana. La delegación de la ONU fue creada por el Comité de Descolonización.
El presidente de la Comisión Electoral fue el magistrado español Ángel Escudero del Corral.

## Campaña
Entre los políticos que realizaron campaña a favor de la Constitución estuvieron el presidente del Gobierno Autónomo Bonifacio Ondó Edu (quién realizó una activa gira de campaña por el país), el presidente de la Asamblea de Fernando Poo Enrique Gori Molubela, los líderes del Monalige Atanasio Ndongo, Saturnino Ibongo y Armando Balboa, el líder de la Unión Bubi Edmundo Bossio y el vicepresidente de la Asamblea de Fernando Poo Federico Ngomo. El apoyo de la etnia bubi a la constitución no fue total, y algunos ciudadanos separatistas pertenecientes a esta minoría étnica se manifestaron en las calles de Santa Isabel, protestando por la integración territorial de la Isla de Fernando Poo que preveía la Constitución. Hicieron campaña con el lema “Independencia sí, pero sin Río Muni”. En la Isla, el resultado (favorable a la Constitución) fue muy ajustado. Muchos líderes bubis sospecharon del resultado, y denunciaron que en realidad la opción de oposición a la Constitución había obtenido una ligera mayoría.
En contraste, políticos como el vicepresidente del Gobierno Autónomo Francisco Macías Nguema (perteneciente a la facción radical del Monalige),  así como importantes dirigentes de la IPGE, realizaron campaña a favor de la opción No. Macías incluso abogó en un momento por la no realización de este referéndum. Saturnino Ibongo declaró que quienes se oponían a la constitución no eran verdaderos nacionalistas, y retó a Macías a dejar el Monalige (partido que se plegó, al igual que el Munge, a la opción Si) y fundar su propio partido para competir con la primera formación en las elecciones generales de septiembre. Para estas elecciones, Macías se uniría a la IPGE. En vísperas del referéndum, sin embargo, los mismos líderes de la IPGE que habían realizado campaña en contra de la Constitución cambiaron su posición e instaron a sus seguidores a apoyarla. Macías por el contrario mantuvo su posición.
La jornada electoral transcurrió, de acuerdo a las misiones observadoras, en un clima de "tranquilidad y civismo". No obstante, algunos seguidores de Macías protagonizaron incidentes violentos que requirieron de la intervención de la Guardia territorial.
Los resultados se dieron a conocer el 15 de agosto. Pudieron votar todos los guineanos mayores de 21 años. La pregunta del referéndum fue: ¿Aprueba con su voto el texto constitucional elaborado por la Conferencia Constitucional de Guinea Ecuatorial?. El símbolo electoral de la opción Si era un elefante.
Se emitieron 114.853 votos (de 125.253 votantes registrados), de los que fueron votos válidos 112.655. El 64'32% de los electores votó a favor de la Constitución.

## Resultados
| Elección                                       | Votos   | %     |
| ---------------------------------------------- | ------- | ----- |
| A Favor                                        | 72.458  | 64'32 |
| En Contra                                      | 40.197  | 35'68 |
| Total                                          | 112.655 | 100   |
| Fuente: (en inglés) African Elections Database |         |       |